# Shanta Ghosh
Arnoldine Shanta Ghosh-Broderius, nemška atletinja, * 3. januar 1975, Neunkirchen, Zahodna Nemčija.
Nastopila je na poletnih olimpijskih igrah leta 2000, ko je izpadla v prvem krogu štafete 4x400 m. Na svetovnih prvenstvih je osvojila srebrno medaljo v isti disciplini leta 2001, na svetovnih dvoranskih prvenstvih pa bronasto medaljo istega leta.